# Broek in Waterland
Broek in Waterland – wieś w Holandii, w prowincji Holandia Północna, w gminie Waterland. W 1990 roku Broek in Waterland liczyło 2756 mieszkańców. Miejscowość położona jest ok. 8 km na południe od Purmerend i ok. 8 km na północny wschód od Amsterdamu.
Do 1991 roku Broek in Waterland było samodzielną gminą.